# Erskine Tate
Erskine Tate (1895-1978) est un violoniste de jazz et chef d'orchestre américain.

## Biographie
Erskine Tate naît le 14 janvier 1895 à Memphis, Tennessee.
Il étudie la musique au Collège Lane (en), Jackson, Tennessee, s'installe à Chicago en 1912 et y étudie au Conservatoire américain de musique (en). Il a été l'une des premières figures de la scène jazz de Chicago, jouant avec son groupe, le Vendome Orchestra, au Vendome Theatre, situé 31ème et State Street. Le Vendôme était un cinéma et le groupe de Tate y a joué pendant la projection de films muets. Le groupe comprenait Louis Armstrong (trompette), Freddie Keppard (cornet), Buster Bailey (saxophone), Jimmy Bertrand (en), Ed Atkins (trombone) et Teddy Weatherford (en) (piano), ainsi que Stump Evans, Bob Shoffner (en), Punch Miller (en), Omer Simeon, Preston Jackson (en), Fats Waller et Teddy Wilson. Au milieu des années 1930, Tate se retire du spectacle et devient professeur de musique.
Il meurt le 17 décembre 1978 à Chicago.